# Al-Islah
A Congregação para a Reforma do Iêmen, também conhecida como Al-Islah,
 (em árabe: التجمع اليمني للإصلاح  At-Taŷammu'u Al-Yamani Lil-Iṣlaḥ) foi o principal partido político de oposição ao regime de Ali Abdullah Saleh no Iêmen. Nas eleições legislativas de 27 de abril de 2003, o partido recebeu 22,6% dos votos e ganhou 46 assentos dos 301.

## Estrutura
O Al-Islah tem sido descrito como sendo constituído por três componentes:
- sua facção política, a Irmandade Muçulmana do Iêmen, liderada por Mohammed Qahtan;
- a confederação tribal liderada pelo xeque Abdullah ibn Husayn al-Ahmar (que morreu em 2007 e foi sucedido por seu filho Sadiq al-Ahmar);[3]
- o movimento salafista do Iêmen liderado pelo proeminente acadêmico sunita do país, Abdul Majeed al-Zindani.[4]